# La spiegazione dei fatti
La spiegazione dei fatti (The Book of Evidence) è un romanzo di John Banville pubblicato nel 1989.

## Trama
Il libro è narrato da Freddie Montgomery, scienziato trentottenne che racconta la storia della sua vita e ripercorre gli eventi che portarono al suo arresto per l'omicidio di una cameriera di una grande villa irlandese. Freddie è un vagabondo senza meta, e anche se è un acuto osservatore di se stesso e di ciò che lo circonda, è in gran parte amorale.
Dopo aver vissuto all'estero per molti anni, Freddie torna nella sua casa ancestrale in cerca soldi dopo esser diventato vittima di un gangster nel Mediterraneo. Scioccato dalla scoperta che sua madre ha venduto collezione di quadri della famiglia, Freddie tenta di recuperarli. Questo porta ad una tragica serie di eventi culminanti nell'uccisione di una cameriera mentre tentava di rubare un dipinto. Fuggendo si nasconde nella casa di un vecchio amico di famiglia, Charlie, un uomo di una certa influenza, prima di essere arrestato e interrogato. Il romanzo si conclude con Freddie in prigione, dove ha i primi rimorsi per la morte della ragazza, e nel contempo mette in dubbio la verità di ciò che ha raccontato.
Molti dei personaggi del romanzo compaiono anche nel successivo Isola con fantasmi del 1993.

## Premi
La spiegazione dei fatti ha vinto in Irlanda il Premio Guinness Peat Aviation nel 1989 ed è stato finalista al Booker Prize, mentre in Italia ha vinto il Flaiano nel 1991. 

## Edizioni
- John Banville, La spiegazione dei fatti, Guanda, 1991,  p. 220, ISBN 88-7746-497-6.